# Daniel Castro Santibáñez
Daniel Esteban Castro Santibáñez (Campiche, Puchuncaví, Chile, 27 de abril de 1994) es un futbolista chileno que juega como delantero en Deportes Limache de la Primera División de Chile.

## Clubes
| Club               | País  | Año       |
| ------------------ | ----- | --------- |
| Quintero Unido     | Chile | 2014-2015 |
| General Velásquez  | Chile | 2016      |
| Deportes Limache   | Chile | 2017      |
| Unión La Calera    | Chile | 2018      |
| Deportes Limache   | Chile | 2018-2019 |
| Unión Española     | Chile | 2020-2021 |
| Deportes Limache   | Chile | 2021      |
| Santiago Wanderers | Chile | 2022      |
| Deportes Limache   | Chile | 2023-Act. |

## Estadísticas
| Club                       | Div.          | Temporada     | Liga  | Liga  | Liga   | Copas nacionales | Copas nacionales | Copas nacionales | Copas internacionales | Copas internacionales | Copas internacionales | Total | Total | Total  |
| Club                       | Div.          | Temporada     | Part. | Goles | Asist. | Part.            | Goles            | Asist.           | Part.                 | Goles                 | Asist.                | Part. | Goles | Asist. |
| -------------------------- | ------------- | ------------- | ----- | ----- | ------ | ---------------- | ---------------- | ---------------- | --------------------- | --------------------- | --------------------- | ----- | ----- | ------ |
| Quintero Unido · Chile     | 5.ª           | 2014          |       | 17    |        | -                | -                | -                | -                     | -                     | -                     |       | 17    |        |
| Quintero Unido · Chile     | 5.ª           | 2015          |       | 15    |        | -                | -                | -                | -                     | -                     | -                     |       | 15    |        |
| Quintero Unido · Chile     | Total club    | Total club    |       | 32    |        | -                | -                | -                | -                     | -                     | -                     |       | 32    |        |
| General Velásquez · Chile  | 4.ª           | 2016          |       | 19    |        | 4                | 5                | -                | -                     | -                     | -                     |       | 24    |        |
| General Velásquez · Chile  | Total club    | Total club    |       | 19    |        | 4                | 5                | -                | -                     | -                     | -                     |       | 24    |        |
| Deportes Limache · Chile   | 4.ª           | 2017          |       | 10    |        | -                | -                | -                | -                     | -                     | -                     |       | 10    |        |
| Unión La Calera · Chile    | 1.ª           | 2018          | 2     | 0     | 0      | -                | -                | -                | -                     | -                     | -                     | 2     | 0     | 0      |
| Unión La Calera · Chile    | Total club    | Total club    | 2     | 0     | 0      | -                | -                | -                | -                     | -                     | -                     | 2     | 0     | 0      |
| Deportes Limache · Chile   | 4.ª           | 2018          |       | 28    |        | -                | -                | -                | -                     | -                     | -                     |       | 28    |        |
| Deportes Limache · Chile   | 4.ª           | 2019          |       | 24    |        | -                | -                | -                | -                     | -                     | -                     |       | 24    |        |
| Unión Española · Chile     | 1.ª           | 2020          | 11    | 0     | 1      | -                | -                | -                | -                     | -                     | -                     | 11    | 0     | 1      |
| Unión Española · Chile     | 1.ª           | 2021          | 0     | 0     | 0      | -                | -                | -                | -                     | -                     | -                     | 0     | 0     | 0      |
| Unión Española · Chile     | Total club    | Total club    | 11    | 0     | 1      | -                | -                | -                | -                     | -                     | -                     | 11    | 0     | 1      |
| Deportes Limache · Chile   | 3.ª           | 2021          | 8     | 3     |        | -                | -                | -                | -                     | -                     | -                     | 8     | 3     |        |
| Santiago Wanderers · Chile | 2.ª           | 2022          | 8     | 2     | 0      | -                | -                | -                | -                     | -                     | -                     | 8     | 2     | 0      |
| Santiago Wanderers · Chile | Total club    | Total club    | 8     | 2     | 0      | -                | -                | -                | -                     | -                     | -                     | 8     | 2     | 0      |
| Deportes Limache · Chile   | 3.ª           | 2023          | 20    | 10    |        | —                | —                | —                | —                     | —                     | —                     | 20    | 10    |        |
| Deportes Limache · Chile   | 2.ª           | 2024          | 36    | 10    | 5      | 1                | 0                | 0                | —                     | —                     | —                     | 37    | 10    | 5      |
| Deportes Limache · Chile   | 1.ª           | 2025          | 14    | 7     | 0      | 8                | 3                | 1                | —                     | —                     | —                     | 22    | 10    | 1      |
| Deportes Limache · Chile   | Total club    | Total club    | 78    | 92    | 5      | 9                | 3                | 1                | 0                     | 0                     | 0                     | 87    | 95    | 6      |
| Total carrera              | Total carrera | Total carrera | 99    | 145   | 6      | 9                | 3                | 1                | -                     | -                     | -                     | 108   | 148   | 7      |

(Espacios en blanco, falta de información)

## Palmarés

### Campeonatos nacionales
| Título                       | Club             | País  | Año  |
| ---------------------------- | ---------------- | ----- | ---- |
| Segunda División Profesional | Deportes Limache | Chile | 2023 |

### Otros logros
| Logro                      | Club             | País  | Año  |
| -------------------------- | ---------------- | ----- | ---- |
| Ascenso a Primera División | Deportes Limache | Chile | 2024 |

### Distinciones individuales
| Distinción                                                    | Año  |
| ------------------------------------------------------------- | ---- |
| Máximo goleador de la Tercera A de Chile (19 goles)           | 2016 |
| Máximo goleador de la Tercera A de Chile (28 goles)           | 2018 |
| Máximo goleador de la Tercera A de Chile (24 goles)           | 2019 |
| Mejor jugador Segunda División de Chile en la Gala Crack Easy | 2023 |